# Dorymyrmex elegans
Dorymyrmex elegans är en myrart som först beskrevs av Trager 1988.  Dorymyrmex elegans ingår i släktet Dorymyrmex och familjen myror. Inga underarter finns listade i Catalogue of Life.

## Bildgalleri

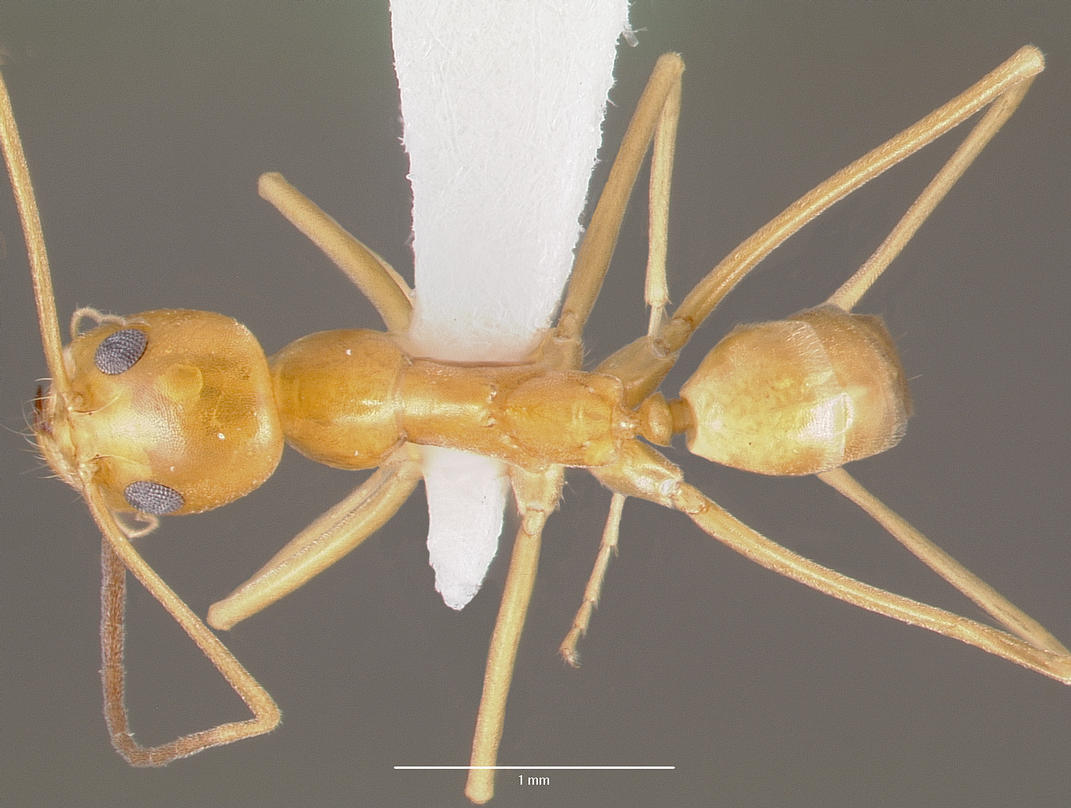
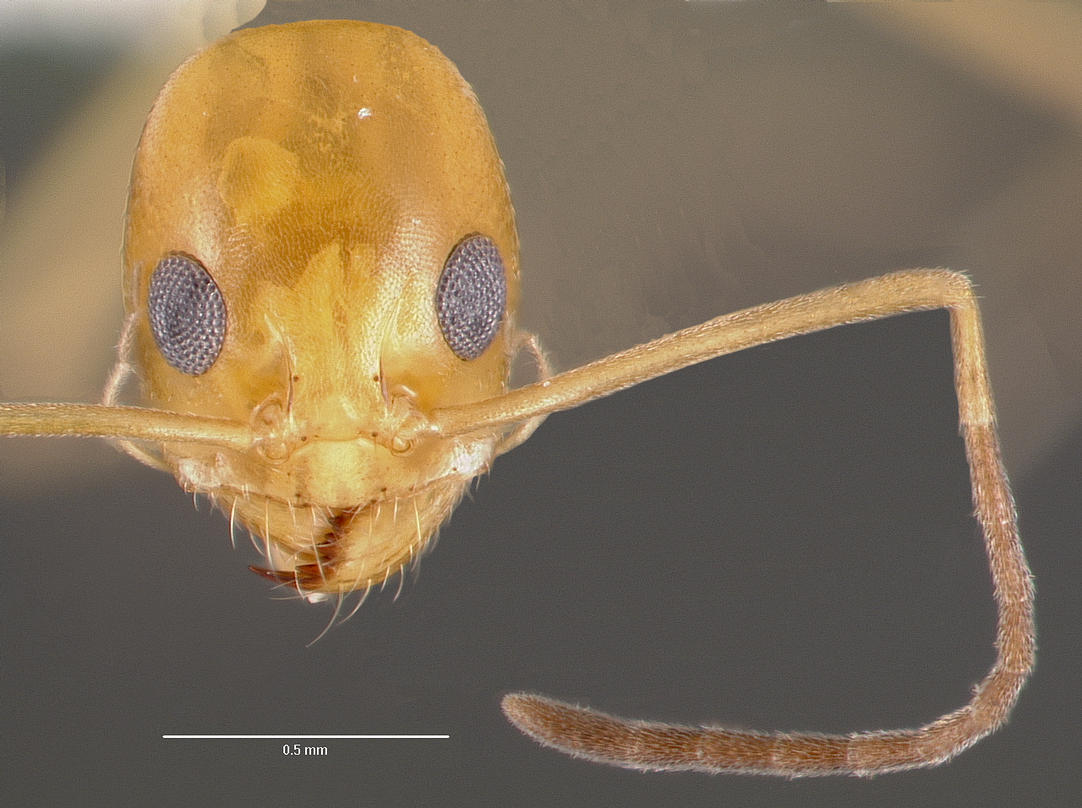
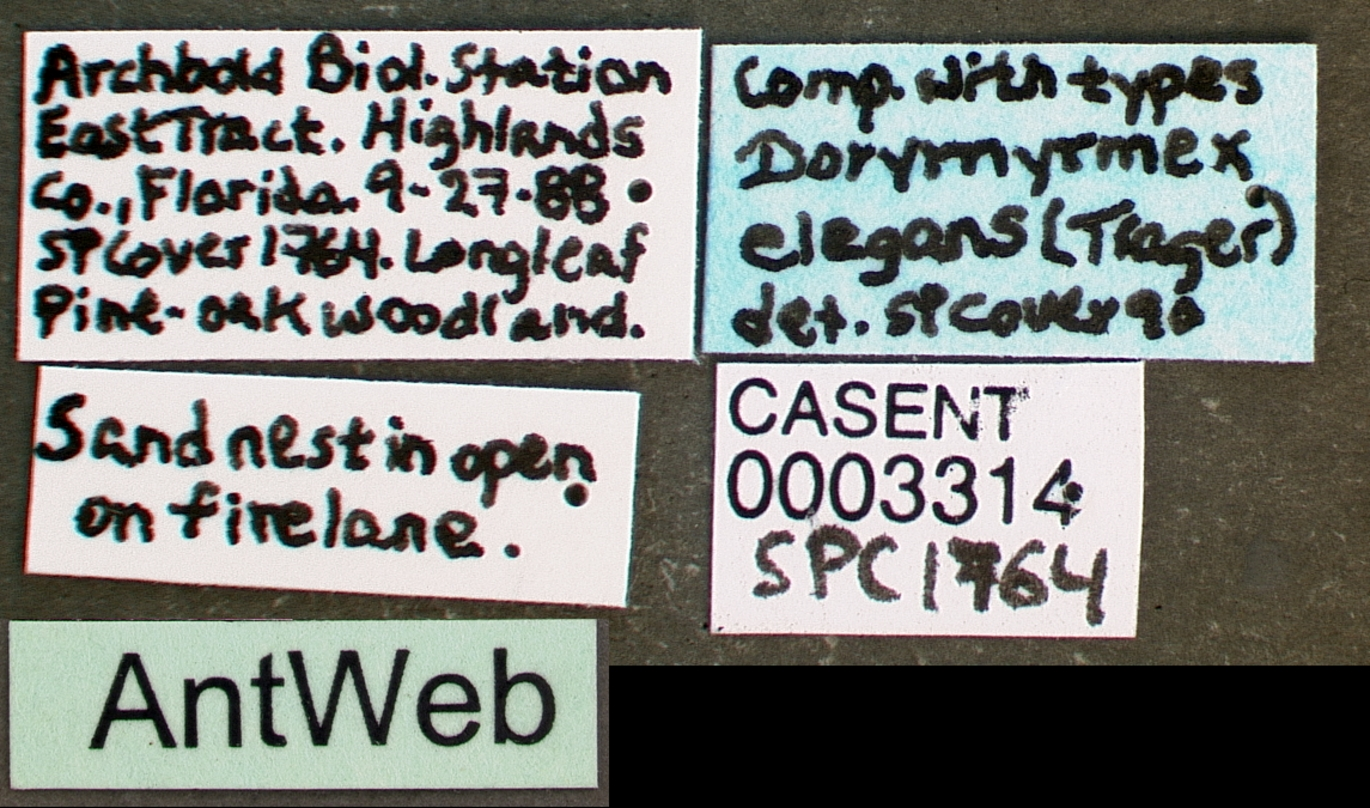
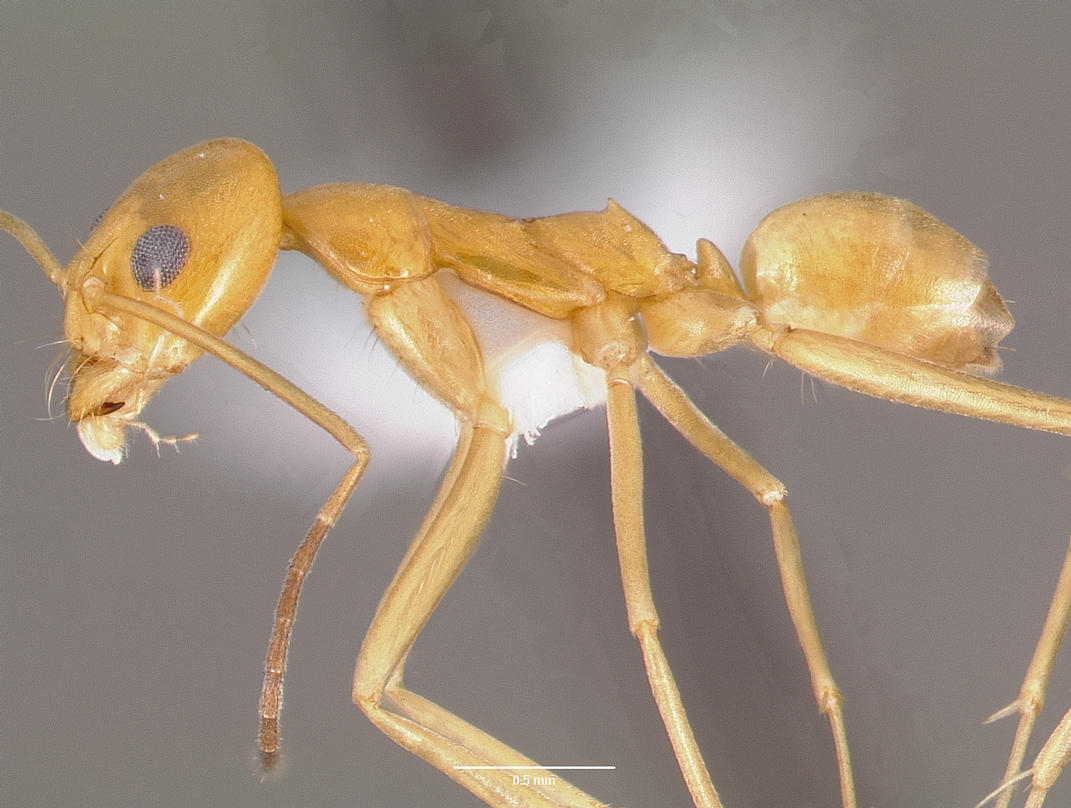
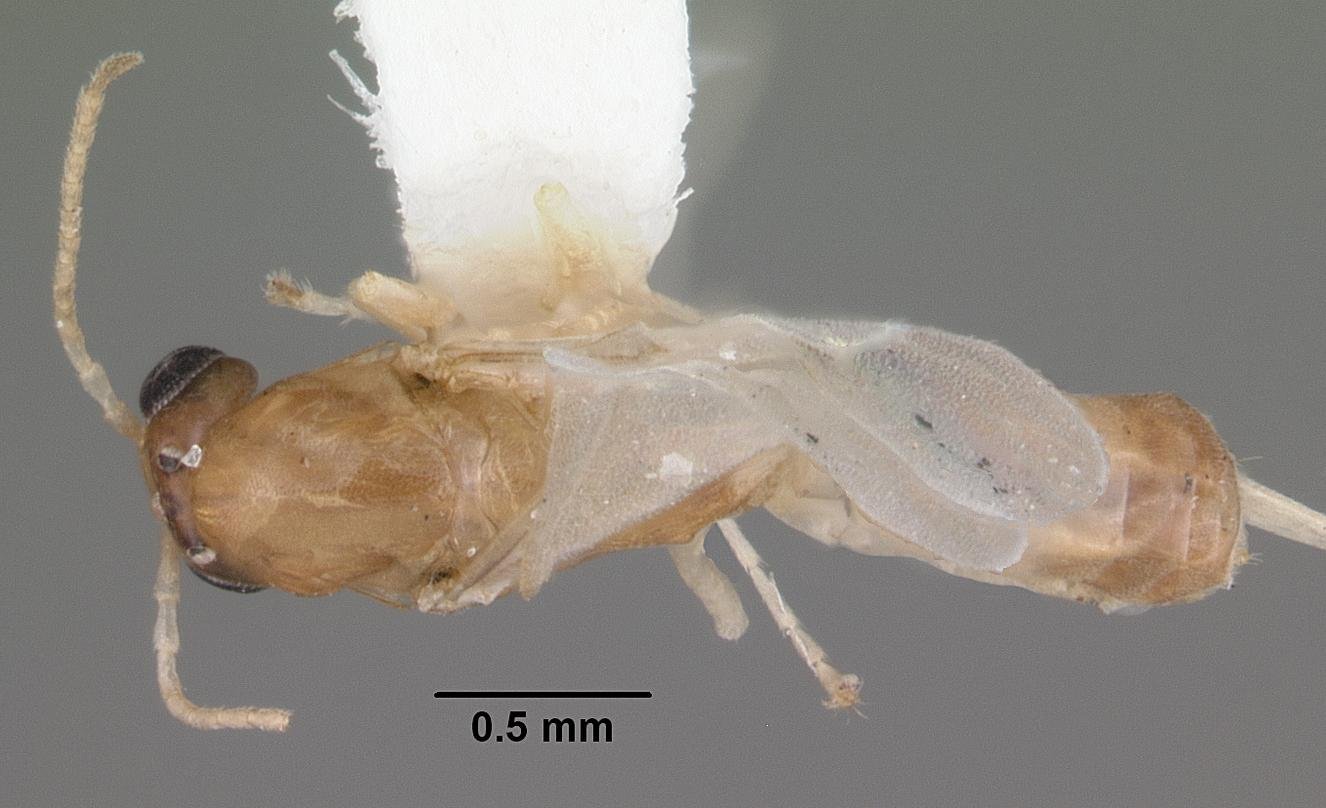
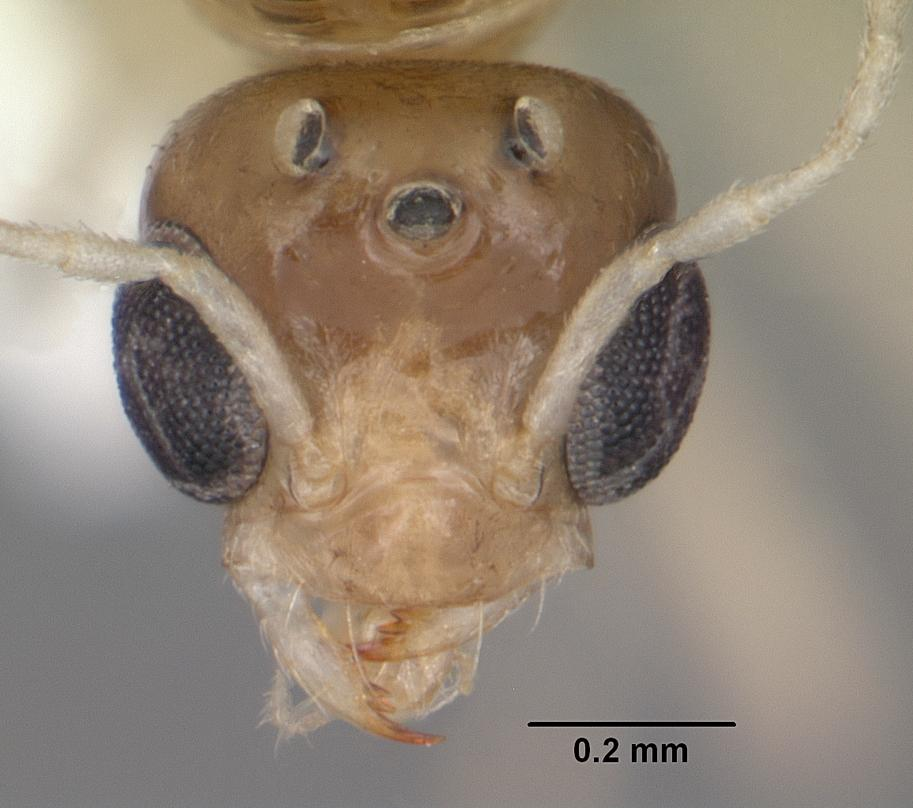